# Мороз Іван Михайлович
Іван Михайлович Мороз (10 червня 1914, село Вертіївка, тепер Ніжинського району Чернігівської області — 7 березня 1993, місто Москва) — радянський партійний та військовий діяч; генерал-полковник авіації, Герой Радянського Союзу (7.05.1965). Депутат Верховної ради Білоруської РСР 6-го скликання. Депутат Верховної ради РРФСР 7—10-го скликань. Член ЦК КП Литви в 1966—1971 роках. 

## Біографія
Народився в селянській родині. У 1928 році закінчив 7 класів школи в рідному селі Вертіївці, в 1930 році — робітничий факультет при Запорізькому інституті профтехосвіти, в 1934 році — Ніжинський педагогічний інститут. Працював завідувачем навчальної частини та директором школи в селі Кошовата Таращанського району Київської області. У лютому — листопаді 1935 року — завідувач Таращанського районного відділу народної освіти Київської області.
У червоній армії з листопада 1935 року. У червні 1936 року закінчив школу молодших авіаційних спеціалістів при 15-й важкобомбувальній авіаційній бригаді в Київському військовому окрузі (місто Кірово (тепер Кропивницький)). У червні 1936 — вересні 1938 року служив повітряним стрільцем, мотористом, інструктором політвідділу та помічником військового комісара авіаескадрильї по роботі серед комсомольців у 15-й важкобомбувальній авіаційній бригаді Київського військового округу (місто Кіровоград). Літав на бомбувальниках ТБ-3. Член ВКП(б) з 1939 року.
У жовтні 1939 року закінчив Одеську військову авіаційну школу льотчиків. У жовтні 1939 — березні 1940 року — льотчик 43-го винищувального авіаційного полку Київського особливого військового округу, з березня 1940 року — військовий комісар авіаескадрильї 87-го винищувального авіаційного полку Київського особливого військового округу в місті Бучач Тарнопільської    області. Літав на винищувачах І-16. У червні 1941 року — військовий комісар авіаескадрильї 87-го винищувального авіаційного полку Південно-Західного фронту. 22 червня 1941 був важко поранений осколками в ліву ногу і відправлений до госпіталю.
У липні 1941 — березні 1942 року — військовий комісар авіаескадрильї та військовий комісар 92-го винищувального авіаційного полку. Воював на Південно-Західному (червень — вересень 1941) та Волховському (березень 1942) фронтах. 17 вересня 1941 року був збитий в повітряному бою, врятувався на парашуті. 14 березня 1942 року в повітряному бою в районі Новгорода був важко поранений у ліву руку та ліву ногу, здійснив вимушену посадку на підбитому літаку ЛаГГ-3. До травня 1942 року перебував на лікуванні в госпіталі.
У червні — серпні 1942 року — військовий комісар 1-ї ударної авіагрупи Ставки Верховного Головнокомандування, у серпні 1942 — листопаді 1944 року — військовий комісар і заступник командира з політичної частини 280-ї бомбардувальної (з січня 1944 року — змішаної) авіаційної дивізії. Воював на Волховському (червень 1942 — лютий 1944), Ленінградському (лютий — квітень 1944) та 3-му Прибалтійському (квітень — листопад 1944) фронтах. У липні 1944 року його літак був підбитий, здійснив вимушену посадку на нічийній смузі. Всього за роки війни здійснив 117 бойових вильотів.
У грудні 1944 — лютому 1946 року — начальник політичного відділу 280-ї штурмової авіаційної дивізії Московського військового округу в місті Смоленську. У лютому — грудні 1946 року — начальник політичного відділу 51-го окремого навчально-тренувального авіаційного полку Московського військового округу в місті Іваново.
У березні 1947 — червні 1952 року — заступник командира 2-го змішаного авіаційного полку з політичної частини в Краснодарській вищій офіцерській школі штурманів ВПС. У 1949 році закінчив курси політичного складу при Ленінградській військово-повітряній інженерній академії.
У червні 1952 — вересні 1953 року — заступник начальника штабу Кавказького прикордонного району повітряної оборони із політичної частини, у вересні — жовтні 1953 року — заступник начальника штабу 34-ї повітряної армії з політичної частини Закавказького військового округу в місті Тбілісі.
У грудні 1953 — липні 1956 року — начальник політвідділу Батайського військового авіаційного училища льотчиків. У липні 1956 — червні 1958 року — начальник політвідділу — заступник командира 62-го винищувального авіаційного корпусу з політчастини в Бакинському окрузі ППО.
У червні 1958 — травні 1960 року — старший інспектор з винищувальної авіації Управління політичних органів Військ ППО СРСР Головного політичного управління Радянської армії та Військово-морського флоту.
У травні 1960 — серпні 1963 року — член Військової ради — начальник політвідділу 2-ї окремої армії ППО (штаб — в місті Мінську).
З серпня 1963 року — 1-й заступник начальника, а в січні — листопаді 1964 року — член Військової ради — начальник політуправління Групи радянських військ на Кубі.
У листопаді 1964 — липні 1966 року — 1-й заступник начальника політуправління Прибалтійського військового округу.
За мужність та героїзм, виявлені в роки німецько-радянської війни, Указом Президії Верховної ради СРСР від 7 травня 1965 року генерал-майору авіації Морозу Івану Михайловичу присвоєно звання Героя Радянського Союзу з врученням ордена Леніна та медалі «Золота Зірка».
У липні 1966 — серпні 1967 року — 1-й заступник начальника політуправління Групи радянських військ у Німеччині.
У серпні 1967 — липні 1980 року — член Військової ради — начальник політуправління Військово-повітряних сил СРСР. Автор спогадів «Дорогами отцов» (Москва, 1980).
У 1980—1987 року — військовий консультант Групи генеральних інспекторів Міністерства оборони СРСР.
З листопада 1987 року — у відставці в Москві. Помер 7 березня 1993 року. Похований в Москві на Троєкурівському цвинтарі (ділянка 3).

## Звання
- молодший лейтенант (11.01.1940)
- старший політрук (28.04.1940)
- батальйонний комісар (1941)
- підполковник (6.12.1942)
- військовий льотчик 2-го класу (1950)
- полковник (3.01.1951)
- генерал-майор авіації (9.05.1961)
- генерал-лейтенант авіації (25.10.1967)
- генерал-полковник авіації (8.11.1971)

## Нагороди
- Герой Радянського Союзу (7.05.1965)
- два ордени Леніна (22.04.1942; 7.05.1965)
- орден Жовтневої Революції (21.02.1974)
- два ордени Червоного Прапора (14.10.1944; 30.12.1956)
- два ордени Вітчизняної війни І ст. (1.08.1944; 11.03.1985)
- орден Червоної Зірки (15.11.1951)
- орден «За службу Батьківщині в Збройних Силах СРСР» ІІІ-го ст. (17.02.1976)
- орден Відродження Польщі V ступеня (Польща, 6.10.1973)
- орден «9 вересня 1944 року» І ступеня з мечами (Болгарія, 14.09.1974)
- медалі